# Kentaro Hayashi
Hayashi Kentaro (eller Kentaro Hayashi med västerländsk namnföljd), född 29 augusti 1972 i Tokyo prefektur, Japan, är en japansk tidigare fotbollsspelare.